# 기쿠정
기쿠정 (기쿠마치)(企救町)은 일본 후쿠오카현 기쿠군에 설치되었던 정이다. 1937년 당시 고쿠라시에 편입되어 소멸했다. 현재의 기타큐슈시 고쿠라미나미구 북부에 해당한다.